# Villebichot
Villebichot is een gemeente in het Franse departement Côte-d'Or (regio Bourgogne-Franche-Comté) en telt 270 inwoners (1999). De plaats maakt deel uit van het arrondissement Beaune.

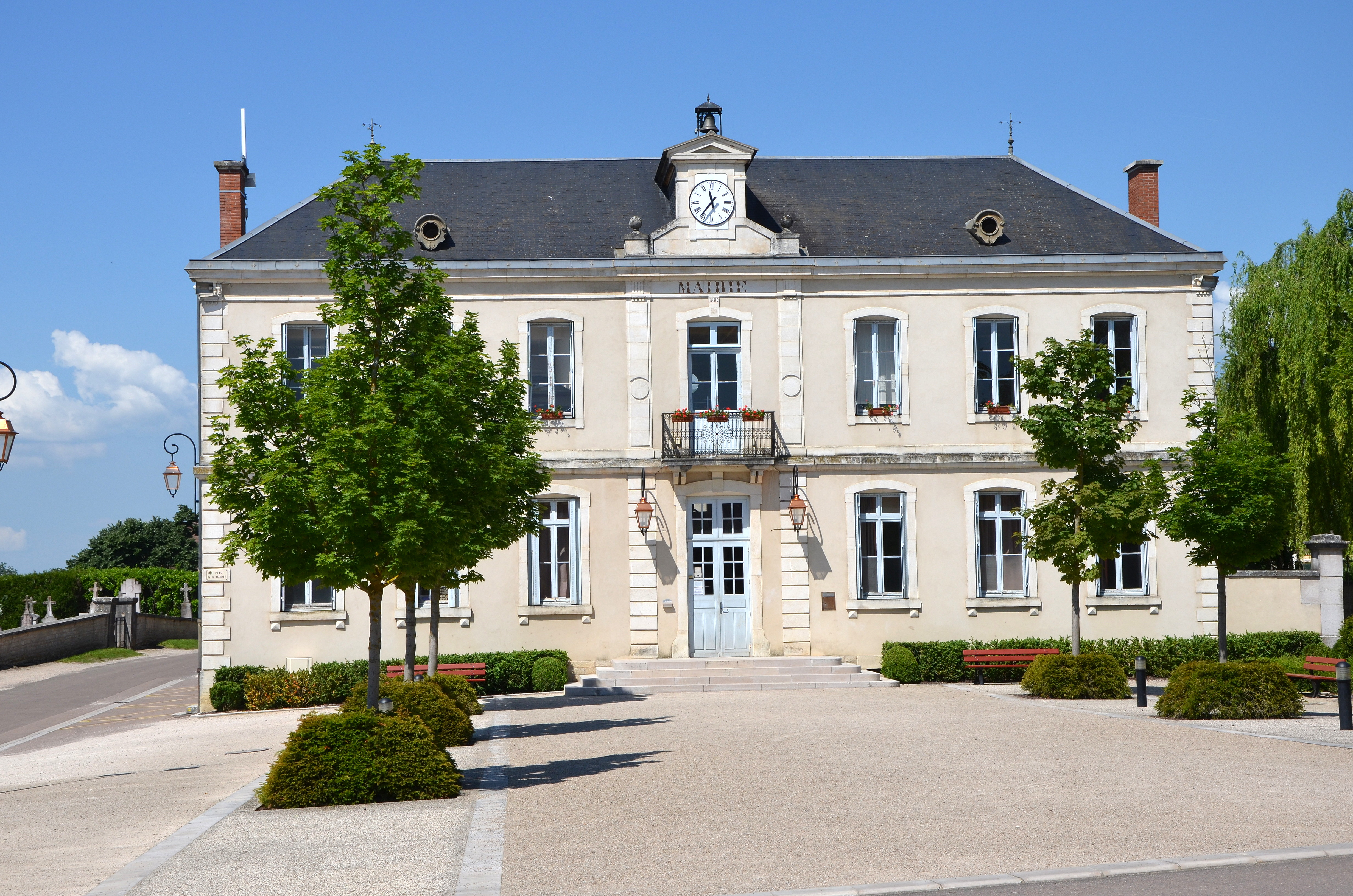
Gemeentehuis
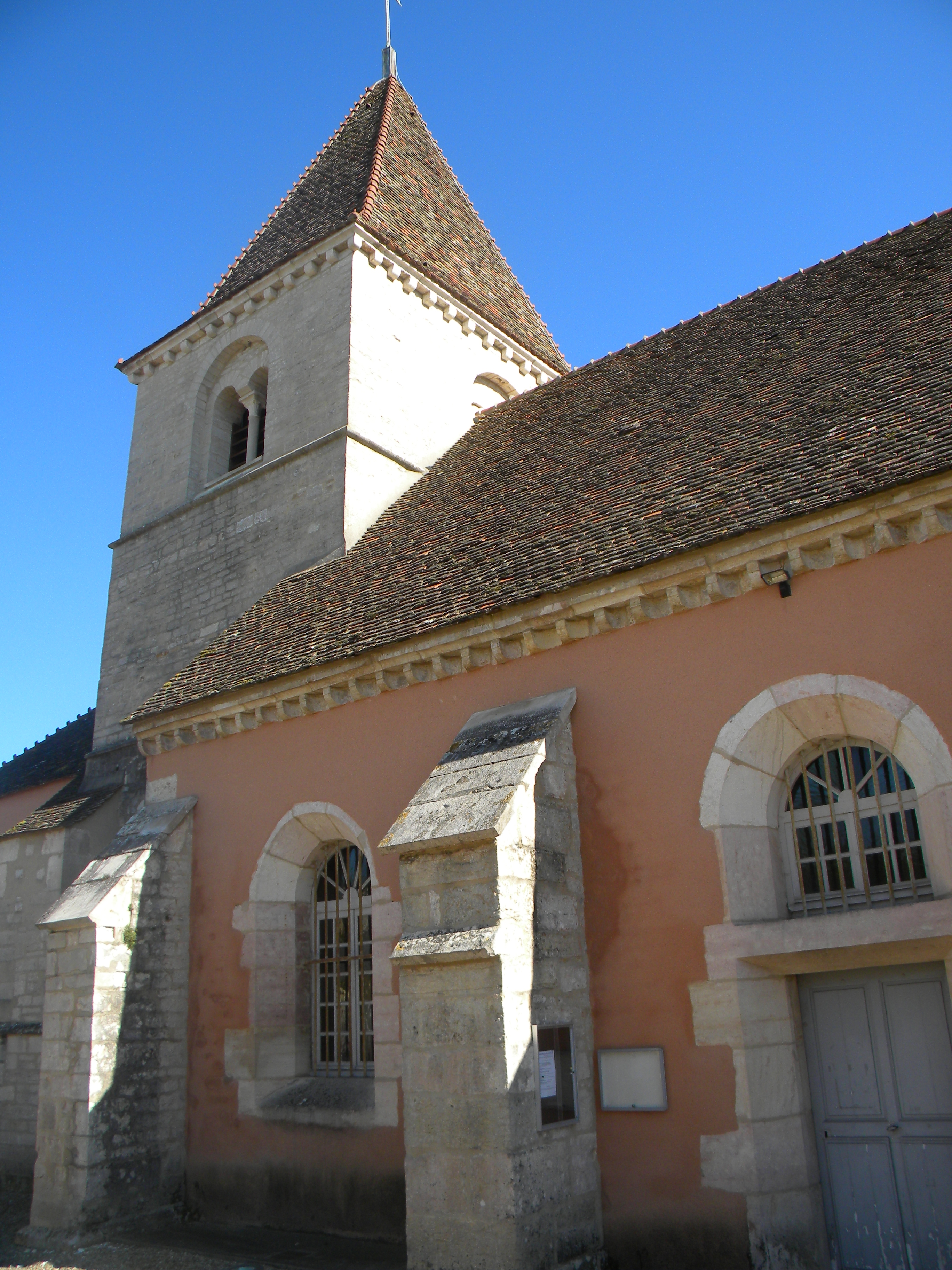
Kerk in Villebichot

## Geografie
De oppervlakte van Villebichot bedraagt 10,2 km², de bevolkingsdichtheid is 26,5 inwoners per km².
De onderstaande kaart toont de ligging van Villebichot met de belangrijkste infrastructuur en aangrenzende gemeenten.

## Demografie
Onderstaande figuur toont het verloop van het inwonertal (bron: INSEE-tellingen).